# Lycée fédéral saxon Saint-Afra
 (juillet 2013).
Si vous disposez d'ouvrages ou d'articles de référence ou si vous connaissez des sites web de qualité traitant du thème abordé ici, merci de compléter l'article en donnant les références utiles à sa vérifiabilité et en les liant à la section « Notes et références ».
Le lycée fédéral saxon Saint-Afra (en allemand: Sächsisches Landesgymnasium Sankt-Afra) est une école pour des élèves surdoués. Il se trouve en Allemagne à Meißen (près de Dresde), en Saxe.

## Histoire et scolarité
L'origine de l'école remonte à l'année 1543. Après la Deuxième Guerre mondiale, l'école a été rouverte en 2001. L'objectif de l'éducation est l'encouragement individuel des talents de chaque élève. La devise est la liberté d'action individuelle. Un aspect très important est l'éducation sociale. Ici, environ 300 élèves font leurs études, instruits par à peu près 50 professeurs. Après la 12e classe, les élèves passent le baccalauréat (Sächsisches Zentralabitur), mais ils également la possibilité de passer les examens du bac international (IB Diploma) parce que Saint-Afra est une IB World School. Tous les élèves (de la 7e à la 12e classe) vivent ensemble à l'internat. L'admission les élèves se fait par concours annuel qui se déroule pendant un week-end. Comme l'école est unique en Allemagne et un modèle pour les écoles secondaires, la Saxe la soutient de façon particulière. Saint-Afra, ses élèves et ses professeurs, est fière de ses traditions.

## Anciens diplômés
On compte parmi les anciens diplômés de Saint-Afra par exemple Christian Lehmann (1611-1688), Christian Fürchtegott Gellert (1715-1769), Gotthold Ephraim Lessing (1729-1781), Samuel Hahnemann (1755-1843), Friedrich Naumann (1860-1919) et Ernst Schnabel (de) (1913-1986).
- Christian Lehmann (1611-1688)
- Christian Fürchtegott Gellert (1715-1769)
- Gotthold Ephraim Lessing (1729-1781)
- Samuel Hahnemann (1755-1843)
- Friedrich Naumann (1860-1919)
- Ernst Schnabel (de) (1913-1986)